# Air America (flygbolag)
Air America var ett amerikanskt-taiwanesiskt flygbolag som egentligen var en frontorganisation för den amerikanska underrättelsetjänsten Central Intelligence Agency (CIA). Flygbolaget ägdes av förvaltningsbolaget Pacific Corporation.

## Historik
Flygbolaget grundades den 31 mars 1959 när CIA-kontrollerade Civil Air Transport (CAT) blev Air America. Flygbolaget ägde också 99% av Air Asia, ett dotterbolag till CAT. Underrättelsetjänsten använde flygbolaget primärt för att transportera personal och utrustning för hemliga uppdrag som utfördes under USA:s krig i Kambodja, Laos och Vietnam. Det finns även rapporter som hävdar att CIA och Air America bedrev storskalig narkotikasmuggling av heroin och opium samtidigt som de understödde den amerikanska krigsmakten. Air America hade en personalstyrka på omkring 4 700 anställda och hade flygbaser i Japan, Laos, Taiwan, Thailand och Vietnam. Flygbolaget ägde 125 flygplan medan ytterligare 42 var leasade. År 1975 avslutades Vietnamkriget. CIA meddelade USA:s senats kommitté United States Senate Select Committee on Intelligence att Air America skulle fasas ut och läggas ner den 30 juni 1976. Det mesta av företagets tillgångar såldes till Evergreen International Airlines, som dock hade nära kopplingar till just CIA.

## Galleri

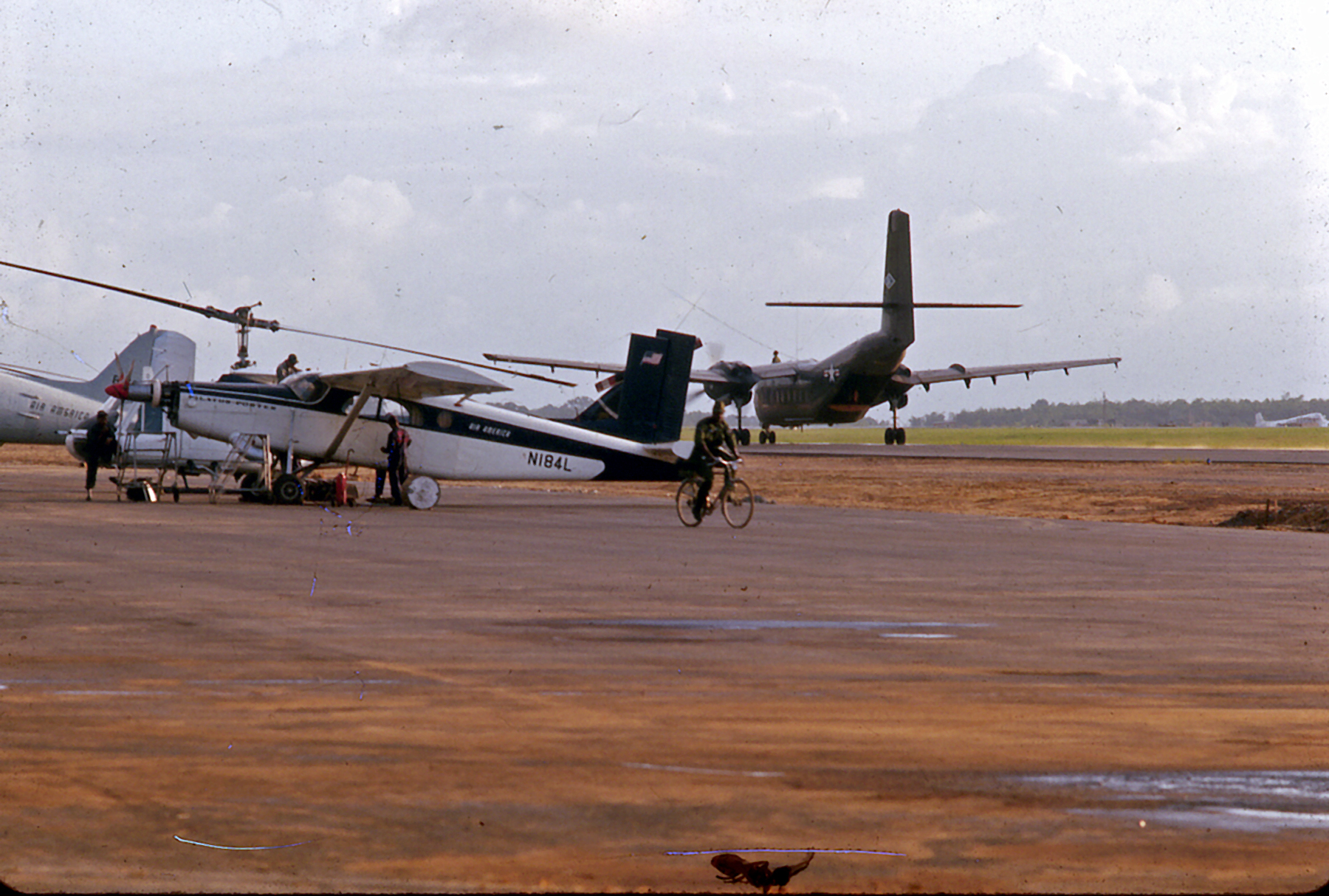
Flygplan tillhörande Air America på ett USA-kontrollerat flygfält i Da Nang i Vietnam antingen 1966 eller 1967.
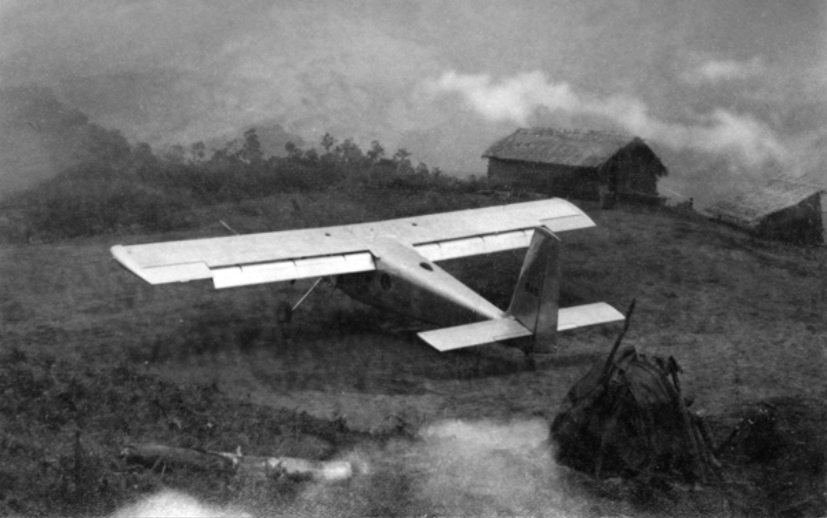
En Helio U-10D på ett hemligt flygfält i Laos 1970.
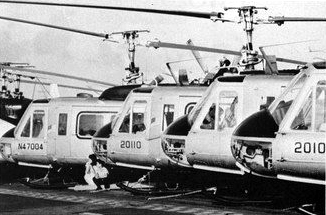
Deras Bell 205-helikoptrar på hangarfartyget USS Hancock (CV-19) i maj 1975.